# Essad Pascià
Essad Pascià Toptani (Tirana, 13 giugno 1863 – Parigi, 13 giugno 1920) è stato Primo ministro dell'Albania (1914-1916).

## Biografia
Nato a Tirana, albanese, divenne uno dei sostenitori dei Giovani Turchi a seguito dell'assassinio di suo fratello Gani Bey Toptani, morto per mano delle forze leali al primo ministro Abdul Hamid II. Egli prestò servizio come deputato in Albania nel parlamento dell'Impero ottomano.
Durante la Guerra dei Balcani del 1912-1913, egli fu uno dei comandanti delle forze ottomane a Scutari, sino a che la città si arrese al Montenegro nel 1913. Essad Pascià ottenne di lasciare la città con il proprio esercito e tutta l'artiglieria. Il primo ministro serbo Nikola Pašić ordinò di dare man forte agli albanesi per sostenere i loro scontri con il Montenegro concedendo a Essad Pascià denaro e armi.

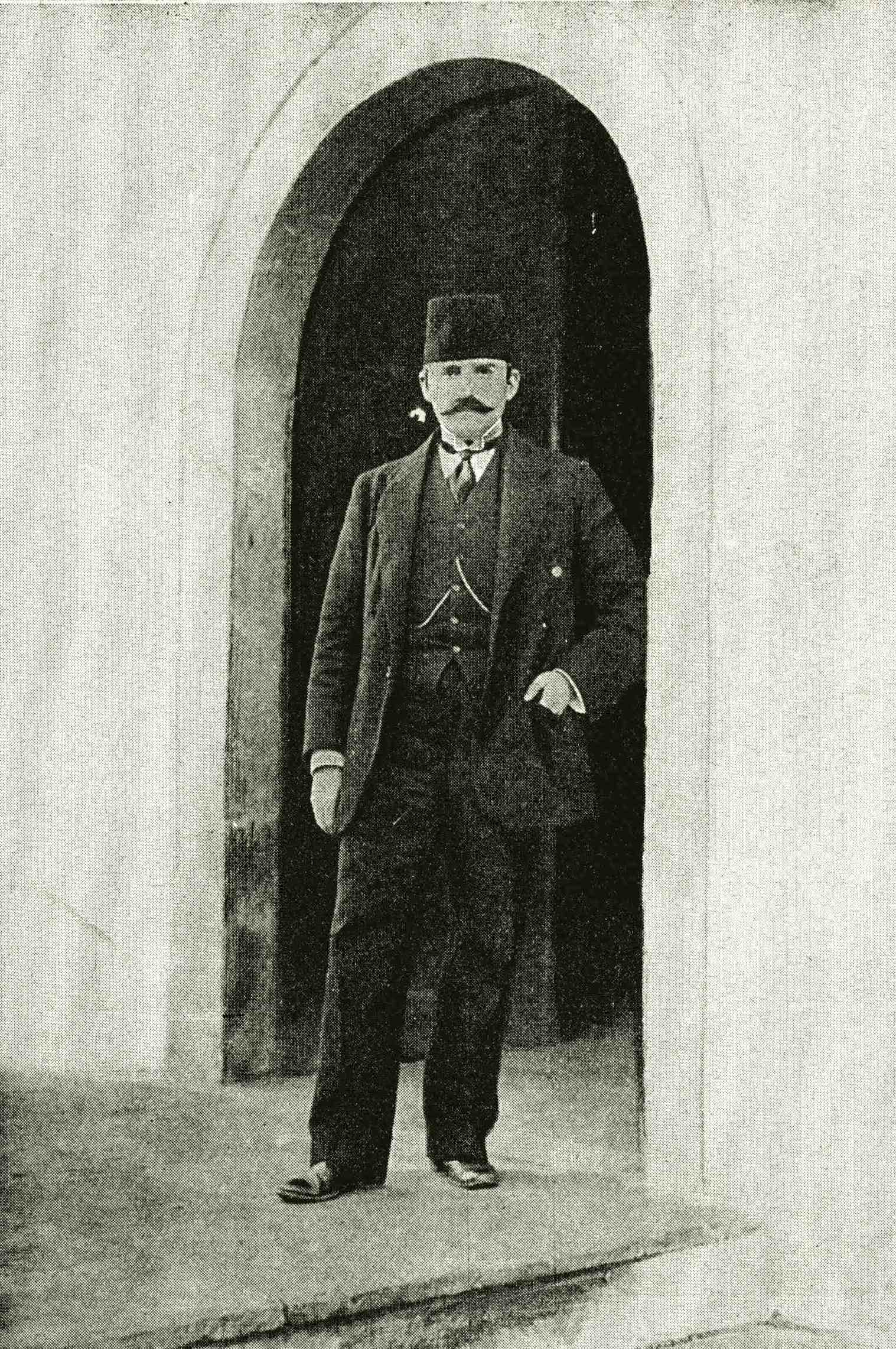
Essad Pascià nel 1914

Esad Pascià Toptani fu comandante di gran parte dell'esercito sino al 1916 nonché comandante delle forze che parteciparono alla Prima guerra balcanica sino all'aprile del 1913. Successivamente, con la nomina di Guglielmo di Wied a Principe di Albania per merito delle grandi potenze europee, Essad Pascià venne nominato Ministro della Guerra e Ministro dell'Interno dal nuovo sovrano. Ad ogni modo, nel maggio del 1914 egli venne licenziato per alto tradimento.
Egli venne accusato di fomentare la ribellione contro il nuovo sovrano col rischio della pena di morte. Per tale motivo, Essad fuggì in Italia ma ritornò in Albania nel settembre di quello stesso anno dopo la detronizzazione di Guglielmo di Wied per opera del movimento di ribellione dell'Albania. Con i ribelli egli occupò Tirana e manipolò le strutture del movimento Ehlil Kijam per poi venire eletto primo ministro il 5 ottobre di quello stesso anno, fondando il Principato di Albania - Durres.
Il suo ruolo, ad ogni modo, non fu mai stabile a causa della prima guerra mondiale in corso, in particolare con la sua adesione alla politica di Serbia e Grecia nella loro lotta contro l'Impero austro-ungarico. Dopo la guerra egli viaggiò in Francia per rappresentare l'Albania alla Conferenza di Parigi del 1919.
"Installatosi nella capitale francese, Essad pascià avanzò immediatamente la pretesa di
essere considerato l’unico rappresentante ufficiale albanese al tavolo della
pace, una richiesta che provocò notevoli frizioni tra gli altri notabili albanesi
convenuti a Parigi, indebolendo nel complesso la posizione italiana in quanto
aumentò il numero degli interlocutori cui far riferimento". Per i successivi due anni, Essad Pascià rimase a Parigi nell'Hotel Continental con la sua amante. Durante questo periodo l'Albania venne controllata dal suo Feldmaresciallo, Osman Bali.
Essad Pascià venne assassinato a Parigi il 13 giugno 1920 da Avni Rustemi un patriota albanese.